# El Camino Español (A-05)
Le El Camino Español (A-05) est un navire de transport de type navire-grue de l'armada espagnole.

## Histoire
Il est retiré du service le 15 novembre 2019. Il sera remplacé par le roulier Ysabel (A-06).